# Schizachyrium thollonii
Schizachyrium thollonii är en gräsart som först beskrevs av Adrien René Franchet, och fick sitt nu gällande namn av Otto Stapf. Schizachyrium thollonii ingår i släktet Schizachyrium och familjen gräs. Inga underarter finns listade i Catalogue of Life.